# Frank Mantek
Frank Mantek, född 20 januari 1959 i Jena, är en före detta östtysk tyngdlyftare.
Mantek blev olympisk bronsmedaljör i 90-kilosklassen i tyngdlyftning vid sommarspelen 1980 i Moskva.